# درک کلارک
درک کلارک (انگلیسی: Derek Clarke؛ زادهٔ ۱۹ فوریهٔ ۱۹۵۰) بازیکن فوتبال اهل بریتانیا است.
از باشگاه‌هایی که در آن بازی کرده‌است می‌توان به باشگاه فوتبال ولورهمپتون واندررز، باشگاه فوتبال آکسفورد یونایتد، باشگاه فوتبال کارلایل یونایتد، باشگاه فوتبال والسال، و باشگاه فوتبال لیتون اورینت اشاره کرد.